# Bagnoles-de-l'Orne
Bagnoles-de-l'Orne är en kommun i departementet Orne i regionen Normandie i nordvästra Frankrike. Kommunen ligger i kantonen Juvigny-sous-Andaine som tillhör arrondissementet Alençon. År 2018 hade Bagnoles-de-l'Orne 2 388 invånare.
Den svenska paviljongen vid Världsutställningen 1889 i Paris ritades av Hugo Rahm. Trävillan flyttades efter utställningen hit till Bagnoles-de-l'Orne i Normandie.

## Befolkningsutveckling
Antalet invånare i kommunen Bagnoles-de-l'Orne
| Referens: INSEE |